# Andrychów
Andrychów (udtale: [anˈdrɨxuf]  ( hør) latin: Andrichovia, tysk: Andrichau, hist. also Andrychau)  er en by og en kommune i det sydøstlige Polen. Den ligger i  voivodskabet Lillepolen (Województwo małopolskie) og har 18.655(2023) indbyggere, og et areal på 	10,34  km².  Den er den største by i powiat (amt) Wadowicki. Byen ligger i de Små Beskider (de),  ved floden Wieprzówka.

## Historie
Bebyggelsen går tilbage til slutningen af 1200-tallet. Første omtale af det kommer fra 1344's registrering af Peterspenge, og det blev kaldt Henrychów (Henrichov). Andre navne brugt for Andrychów er Heinricho, Heynrichow, Henricouicz, Gindrzichow, Jandrzychow, Gendrzychow, Andrzichow og Andrzychowicze.. Under den tyske besættelse af Polen blev det omdøbt til Andrichau. Historikere hævder, at byens navn kommer fra et polsk fornavn Jędrzej (Andrzej).